# Zorzines amabilis
Zorzines amabilis är en fjärilsart som beskrevs av Katsumi Yazaki 1988. Zorzines amabilis ingår i släktet Zorzines och familjen nattflyn. Inga underarter finns listade i Catalogue of Life.